# Filippa Idéhn
Filippa Idéhn (Jönköping, 1990. augusztus 17. –) svéd válogatott kézilabdázó, kapus, a dán Herning-Ikast játékosa.

## Pályafutása

### Klubcsapatokban
Filippa Idéhn tizenkét éves korában kezdett kézilabdázni az IK Cyrus csapatában. 2007 nyarától a Hallby HK kapuját védte a svéd harmadosztályban. Az ezt követő években megfordult a másodosztályú Sävsjöben is, majd 2009-ben az első osztályú Spårvägens HF együtteséhez igazolt. Ott három évet töltött el, majd az IK Sävehof csapatában folytatta pályafutását. 2013-ban, 2014-ben és 2015-ben bajnokságot nyert a csapattal. 2015 nyarán légiósnak állt és a dán élvonalbeli Team Esbjerghez szerződött, ahol két évig játszott. Első ott töltött szezonjában dán bajnok lett. A 2017-2018-as szezontól a francia Brest Bretagne Handball együttesében védett, majd újabb két év elteltével visszatért Dániába és a Silkeborg-Voel KFUM játékosa lett. Egy év elteltével román Minaur Baia Mare csapatához igazolt.

### A válogatottban
A svéd válogatottban 2011-ben mutatkozott be. A Magyarországon és Horvátországban rendezett 2014-es Európa-bajnokságon bronzérmes volt a válogatottal, részt vett a 2016-os olimpián, ahol a svédek a 7. helyen végeztek.

## Sikerei, díjai
Team Esbjerg
- Dán bajnok: 2016

IK Sävehof
- Svéd bajnok: 2013, 2014, 2015

Svédország
- Európa-bajnoki bronzérmes: 2014
- Kárpát-kupa-győztes: 2015